# Димитров, Елиан
Елиан Веселинов Димитров (болг. Елиан Веселинов Димитров; род. 2 июня 1991, Бургас) — болгарский боксёр, представитель легчайшей и лёгкой весовых категорий. Выступал за сборную Болгарии по боксу на всём протяжении 2010-х годов, бронзовый призёр чемпионата Европы, победитель и призёр многих турниров международного значения.

## Биография
Елиан Димитров родился 2 июня 1991 года в городе Бургас, Болгария. Заниматься боксом начал в возрасте двенадцати лет, проходил подготовку в местном клубе «Победа — Черноморец» под руководством тренеров Радослава Суслекова и Цветана Попова.

### Любительская карьера
Дебютировал на международной арене в сезоне 2006 года, выступив на чемпионате Европы среди кадетов в Албании.
В 2009 году стал бронзовым призёром международного турнира в Белграде, боксировал на юниорском европейском первенстве в Польше.
На чемпионате Болгарии 2010 года выиграл серебряную медаль в зачёте легчайшей весовой категории, уступив в решающем финальном поединке титулованному соотечественнику Детелину Далаклиеву. В это время впервые принял участие в матчевых встречах лиги World Series of Boxing.
Пытался пройти отбор на летние Олимпийские игры 2012 года в Лондоне, однако на европейской квалификации в Трабзоне уже на предварительном этапе был побеждён представителем Белоруссии Вазгеном Сафарянцем.
В 2013 году одержал победу в зачёте болгарского национального первенства в категории до 60 кг. Выступил на чемпионате мира в Алма-Ате, но попасть здесь в число призёров не смог, проиграв венесуэльцу Луису Акрону.
На чемпионате Болгарии 2014 года вновь был лучшим. Добавил в послужной список золотую медаль, полученную на международном турнире «Золотой гонг» в Македонии.
В 2015 году завоевал бронзовую медаль на домашнем чемпионате Европы в Самокове, тогда как на Европейских играх в Баку дошёл до четвертьфинала, где был побеждён представителем Азербайджана Альбертом Селимовым. Боксировал на мировом первенстве в Дохе.
Принимал участие в европейской олимпийской квалификации в Самсуне, но успеха здесь не добился и не квалифицировался на Олимпийские игры в Рио-де-Жанейро.
В 2017 году побывал на европейском первенстве в Харькове, выбыл из борьбы за медали уже на предварительном этапе соревнований.

### Профессиональная карьера
Осенью 2018 года Елиан Димитров планирует дебютировать на профессиональном уровне.